# Латински сентенции
Латинските сентенции или древноримски афоризми са популярни латински изрази от Древен Рим. Въз основа на Littera scripta manet или устните предания на мислите и мъдростта на римските управници, мислители, сенатори и останали велики личности на римската цивилизация, латинските сентенции, заедно с имената на техните автори-създатели са останали от историята заради своето непреходно значение „изписани със златни букви“.
Латинските сентенции са изпитани житейски познания и мъдрости обогатяващи и одухотворяващи съкровищницата на знанието, които подтикват при произнасянето им човек да почувства обаянието на култа към непреходните истини. Dixi.

## Популярни латински сентенции
1. Ab ovo usque ad mala. – От яйцето до ябълката – отначало докрай (римският обяд започвал с яйца и завършвал с ябълки).[2]
2. Ab Urbe condita. – От основаването на Града.
3. Abo in pace. – Върви с мир.
4. Absit invidia verbo. – Да не ме съдят за тези слова.
5. Abstractum pro concreto. – Абстрактното вместо конкретното.
6. Abusus abusum invocat. – Бедите никога не идват сами.
7. Abusus non tollit usum. – Злоупотребата не отменя употребата.
8. Acceptissima semper munera sunt, auctor quae pretiosa facit. – Най-добрите подаръци са онези, чиято цена е в самия дарител.
9. Acta est fabula. – Представлението е свършило. (= Финита ла комедия!)
10. Ad meliora tempora. – До по-добри времена.
11. Ad impossibilia nemo obligatur. – Никой не може да бъде задължен към невъзможното.
12. Ad libitum. – По желание.
13. Ad majorem Dei gloriam. – Към неповяхващата слава Божия.
14. Ad narrandum, non ad probandum. – За да разкаже, а не за да докаже.
15. Ad notam. – За информация.
16. Ad personam. – Лично.
17. Advocatus Dei (Diavoli) – Адвокат на Бога. (Дявола).
18. Aegri somnia. – Сънища на болен.
19. Aeterna urbs. – Вечен град (Вечния град – Рим).
20. Age, quod agis. – Прави това, което правиш.
21. Alea est jacta. – Жребият е хвърлен.
22. Alter ego. – Друго „аз“ или второ „аз“.
23. Alma mater. – Майка хранителка.
24. Amici diem perdidi! – Приятели, аз загубих ден.
25. Amicus cognoscitur in amore, more, ore, re. – Приятел се познава в любовта, нрава, речите, делата.
26. Amantes – amentes. – Влюбените са безумни.
27. Amat victoria curam. – Победата обича старанието.
28. Amor vincit omnia. – Любовта побеждава всичко.
29. Amicus Plato, sed magis amica veritas. – Платон ми е приятел, но истината ми е по-скъпа.
30. Aquila non captat muscas. – Орел не ловува мухи.
31. Aquilam volare doces. – Да учиш орела да лети.
32. Argumenta ponderantur, non numerantur – Аргументите (доказателствата) се оценяват по значение, не по брой[2]
33. Ars moriendi - Изкуството да умираш.
34. Ars longa, vita brevis (est). – Животът е кратък, изкуството е вечно.
35. At Kalendas Graecas. – По гръцкия календар календи, първия ден от месеца по римския календар (когато цъфнат налъмите)
36. Aurora Musis amica. – Аврора е приятелка на музите.
37. Aut – aut. – Или-или.
38. Aut Caesar, aut nihil. – Или всичко или нищо.
39. Ave Caesar, morituri te salutant – Отиващите на смърт, Цезаре, те приветстват!
40. Barba crescit, caput nescit. – Дълги коси, къс ум.
41. Bene placito. – От добра воля.
42. Bis dat qui cito dat. – Който върши нещата бързо, ги върши два пъти.
43. Cantus cycneus. – Лебедова песен.
44. Carpe diem! – Хвани момента!
45. Citius, altius, fortius. – По-бързо, по-високо, по-силно.
46. Clavus clavo pellitur. – Клин клин избива.
47. Cogito ergo sum. – Мисля, значи съществувам.
48. Confiteor solum hoc tibi. – Ще се изповядвам в това само на теб.
49. Corda nostra laudus est. – Нашите сърца са болни от любов.
50. Cras amet, qui nunquam amavit quique amavit cras amet. – Нека утре заобича онзи, който никога не е обичал, а този който е обичал, нека утре заобича.
51. Credo, quia verum (absurdum). – Вярвам, защото е истина (е абсурдно).
52. Cui bono?, Cui prodest?[2] – В чия полза/изгода?
53. Debemur Morti nos nostraque – Дължим на смъртта нас и нашето.[3]
54. De qustibus et coloribus non est disputantum. – Всеки със своите вкусове.
55. De mortius aut bene, aut nihil – За мъртвите или добро или нищо[2]
56. De te fabula narratur. – За теб приказки се разказват.
57. Dixi et animam salvavi. – Казах това и с това спасих душата си.
58. Do ut des. – Давам, за да дадеш и ти.
59. Dum spiro, spero. – Докато дишам се надявам.
60. Duobus certantibus tertius gaudet. – Двама се карат – третият печели.
61. Dura lex, sed lex. – Законът е суров, но е закон. (т.е. дори лошите закони трябва да се спазват)
62. Divide et impera! – Разделяй и владей!
63. E fructu arbor cognoscitur. – Дървото се познава по плода.
64. Ecce Homo! – Ето Човекът!
65. Elephantum ex musca facis. – Да правиш от мухата слон.
66. Epistula non erubescit. – Хартията не се черви.
67. Est modus in rebus. – Има мярка в нещата.
68. Errare humanum est. – Човешко е да се греши.
69. Ex oriente lux. – Светлината идва от изток; слънцето винаги изгрява от изток[4]
70. Excusatio non petita accusatio manifesta – гузен, негонен бяга
71. Experentia est optima magistra. – Опитът е най-добрият учител.
72. Fas est et ab hoste doceri – Позволено е да се учим дори от врага[2]
73. Feci quod potui faciant meliora potentes – Направих всичко, което можах. Който може, да направи повече.
74. Festina lente! – Бързай бавно!
75. Felix, qui potuti rerum cogoscere causas. – Щастлив е онзи, който е познал причината на нещата.
76. Finis coronat opus. – Най-добрата работа е свършената работа.
77. Fortes fortuna juiat. – Съдбата помага на смелите.
78. Genibus nitito canus – На колене, куче!
79. Historia est magistra vitae. – Историята е учителката на живота.
80. Hoc volo sic jubeo sit pro ratione voluntas. – Така повелявам и нека доводът ми бъде моята воля.
81. Hominem quaero! – Търся човека! (Диоген)
82. Homo est animal sociale. – Човекът е социално животно.
83. Homo homini lupus est. – Човек за човека е вълк.
84. Homo locum ornat, non locus hominem. – Не мястото украсява човека, а човекът мястото.
85. Homo novus. – Нов човек.
86. Homo sapiens. – Разумен човек.
87. Homo sum: humani nihil a me alienum puto. – Аз съм човек и нищо човешко не ми е чуждо.
88. I, pede fausto! – Върви с щастлива стъпка! (Късмет!)
89. Ignorantia non est argumentum. – Незнанието не е аргумент.
90. In medias res. – Право в десетката (същината).
91. In pace litterae florent. – В името на мира науките процъфтяват.
92. In vino veritas. – Истината е във виното.
93. Ira furor brevis est. – Гневът е кратковременен.
94. Ibi victoria ubi concordia. – Победата е там, където е съгласието.
95. In hoc signo vinces! – Под това знаме ще победиш.
96. Jurare in verba magistri. – Да се кълнеш с думите на учителя.
97. Labor recedet, bene factum non abscedet. – Трудностите ще преминат, а благото дело ще пребъде.
98. Labores gigunt hanores. – Трудът поражда почести.
99. Legem brevem esse oportet. – Законът трябва да бъде кратък.
100. Lectori benevolo salutem. (L.B.S.) – Поздрави на благосклонния читател.
101. Littera scripta manet. – Написаното остава.
102. Lupus in fabula. – Говорим за вълка, а той в кошарата.
103. Lupus non mordet lupum. – Вълк вълка не хапе.
104. Manifesta non eget probatione – Очевидното не се нуждае от одобрение[2]
105. Medice, cura te ipsum! – Лекар, излекувай се сам! (От Лука 4:17)
106. Mens sana in corpore sano. – Здрав дух в здраво тяло.
107. Modus vivendi – Начин на живот.
108. Ne quid nimis. – Нищо над мярката.
109. Nemo omnia potest scire. – Никой не може да знае всичко.
110. Nescio quid majus nascitur Iliade. – Ражда се нещо по-велико от Илиада.
111. Nomina sunt odiosa. – Имената са омразни.
112. Nostra victoria in concordia. – Нашата победа е в съгласието.
113. Non bis in idem. – Не два пъти за едно и също. (Принцип на наказателното право – след като някой е наказан веднъж, не може да бъде наказан втори път.)
114. Non est fumus absque igne. – Няма дим без огън.
115. Non multa, sed multum. – Не много, но за мнозина.
116. Non scholae sed vitae discimus. – Ние се учим не заради училището, а заради живота.
117. Non sum qualis eram. – Аз не съм онзи, който бях преди.
118. Nosce te ipsum! – Познай себе си!
119. Nota bene., съкращавано в текстове като NB! – Обърни внимание!, Запомни добре!.
120. Nulla dies sine linea. – Нито един ден без черта.(Всеки ден трябва да научаваме нещо ново). Това са думи на римски художник, който е казвал, че всеки ден е рисувал поне 1 черта върху картините си.
121. Oderint, dum metuant – Нека мразят, стига да се страхуват (думи на Калигула)[2]
122. O fallacem hominum spem! – О лъжлива е надеждата човешка!
123. O sancta simplicitas! – О свещена простота! (думи на Ян Хус към хората, добавили дърва към кладата му, за да им се опростят греховете)
124. O tempora! O mores! – О времена, о нрави!
125. Omnia mea mecum porto. – Всичко свое нося със себе си.(Когато селото на велик мъдрец било подпалено всеки гледал да натовари най-важните си вещи, а когато видели мъдреца, че бяга без да вземе нищо те го попитали защо така. Той отговорил посочвайки главата си, че всичко важно носи със себе си.
126. Otium post negotium. – Почивка след работа.
127. Pecunia non olet – Парите не миришат[2]
128. Per aspera ad astra! – През тръни към звездите.
129. Periculum in mora. – Опасността е в бавенето.
130. Persona non grata – нежелано лице; лице, чието присъствие не е желано[2]
131. Pia desideria – Благи намерения.
132. Plenus venter non studet libenter. – Ситият стомах е глух към поученията.
133. Post scriptum. (съкратено P.S.) – След написаното.
134. Pulsate et aperietur vobis – Чукайте и ще ви се отвори[2]
135. Qualis rex, talis grex. – Какъвто е царят, такъв е и народа.
136. Qualis dominus, tales servi. – Какъвто господарят, такъв е и слугата.
137. Qui tacet, consentire videtur. – Мълчанието е знак за съгласие.
138. Quo usque Catlina, abuter patientia nostra? – Докога, Катилина, ще злоупотребяваш с търпението ни?
139. Quoandoe bonus dormitat Homerus. – Понякога и добрият ни Омир дреме.
140. Quod erat demonstrandum – Което трябваше да се докаже[2]
141. Quod licet Jovi, non licet bovi. – Което е позволено за Юпитер, не е позволено на бика.
142. Quot capita – tot sententiae – Колкото глави – толкова мнения[2]
143. Repetitio est mater studiorum. – Повторението е майка на знанието.
144. Salus populi summa lex. – Благото на народа е най-висш закон.
145. Sancta sanctorum. – Светая светих.
146. Sapienti sat est. – Това е казано от човек.
147. Scientia potentia est. – Знанието е сила.
148. Scripta manent, verba volant – Написаното остава, думите отлитат[2]
149. Scio me nihil scire. – Аз знам, че нищо не знам.
150. Sero (tarle) venientibus – ossa. – За закъснелите остават само кости.
151. Si taces, consentus. – Който мълчи, се съгласява.
152. Si vis amari, ama. – Ако искаш да бъдеш обичан, обичай.
153. Si vis pacem, para bellum. – Искаш мир – готви се за война.
154. Si vox est – canta! – Ако имаш глас – пей!
155. Sic itur ad astra. – Така отиват към звездите.
156. Sic transit gloria mundi. – Така отминава земната слава.
157. Sine ira et studio. – Без гняв и предубеждения – безпристрастно, обективно.[2]
158. Sponte sua sina lege – По собствени подбуди.
159. Tempora mutantur et nos mutamur in illis. – Времената се менят и ние се променяме с тях.
160. Tempus consilium dabet. – Времето ще покаже.
161. Terra incognita. – Неизвестна земя.
162. Tertium non datur. – Няма трети вариант.
163. Timeo danaos et dona ferentes. – Страхувайте се от данайците, що носят дарове.
164. Tu quoque, mi fili Brute – И ти ли, Бруте, сине мой?! (думите на Юлий Цезар към Брут, когото видял сред убийците си)[2]
165. Ubi bene, ibi patria – Където е добре, там е родината[2]
166. Una hirundo ver non facit. – Една птичка пролет не прави.
167. Urbi et orbi. – На града и света.
168. Vae victis! – Горко на победените!
169. Vale et me ama. – Бъди здрав и ме обичай.
170. Vanitas vanitatum, et omnia vanitas! - Суета на суетите, всичко е суета!
171. Veni, vidi, vici. – Дойдох, видях, победих.
172. Verba volant, scripta manent. – Думите отлитат, написано остава.
173. Veritatis simplex est oratio. – Словото на истината е просто.
174. Vim vi repellere licet. – Насилието се позволява да бъде отблъсвано със сила.
175. Vive, valeque. – Живей и бъди здрав.
176. Vivere est cogitare. – Да живееш значи да мислиш.
177. Vivere est militare – Да живееш значи да воюваш.[2]
178. Volens – nolens. – Щеш-нещеш.
179. Vox populi – vox Dei. – Глас народен – глас божи.
180. Vulnerant omnes, ultima nekat – Всички нараняват, последната убива (надпис на часовникова кула)[2]

## Древноримски афоризми
- Duo cum faciunt idem, non est idem. – Когато двама правят едно и също нещо, то не е едно и също.
- Hodie mihi, cras tibi – Днес на мен, утре на теб. (Надпис на надгробни плочи)
- Imperare sibi maximum imperium est. – Да управляваш себе си е най-голямата власт/управляването на себе си е най-голямата власт (Сенека)
- Iugula, verbera, ure! – Пробождай, удряй, гори (Гладиаторски възглас)
- Non bis idem – Не два пъти за едно и също нещо (Правен термин)
- Panem et circenses – Хляб и зрелища
- Per aspera ad astra – Чрез/през трудностите към звездите.
- Ubi bene, ibi patria. – Където (ти) е добре, там е родината (ти).